# Visages de bronze
Pour plus de détails, voir Fiche technique et Distribution.
Visages de bronze est un film suisse réalisé par Bernard Taisant, sorti en 1958.

## Synopsis
Le voyage d'un jeune Français dans les hauts plateaux et vallées forestières de l'Équateur et de la Bolivie.

## Fiche technique
- Titre : Visages de bronze
- Réalisation : Bernard Taisant
- Scénariste : Bernard Taisant
- Pays :  Suisse
- Genre : Documentaire
- Dates de sortie : 
  -  France : mai 1958 (festival de Cannes)

## Distinctions
Le film a été présenté en sélection officielle en compétition au Festival de Cannes 1958. Il a obtenu le prix « Le Premier Regard » ex æquo à l'unanimité.